# Odintsovo
Odintsovo (Russisch: Одинцово; "behorend aan Odinets") is een stad in de Russische oblast Moskou. De stad ligt 6 kilometer buiten de stadsgrenzen van Moskou, waarvan het een voorstad vormt. De stad ligt aan de federale weg M-1 en de spoorlijn Moskou-Minsk-Warschau en telde 134.844 inwoners bij de volkstelling van 2002.

## Geschiedenis
Odintsovo ontstond volgens een lokaal verhaal in de 14e eeuw toen een lokale adelman met de bijnaam Andrej Odinets (eigenlijk Andrej Ivanovitsj Domotkanov) hier een stuk land kreeg voor zijn diensten aan Dmitri Donskoj. De plaats wordt echter pas voor het eerst genoemd in documenten uit 1627. In 1870 werd begonnen met de aanleg van de spoorlijn van Moskou naar Smolensk, waardoor de ontwikkeling van de plaats een grote stimulans kreeg. Doordat de plaats populair was bij de Moskovieten werd deze groei verder voortgezet en in 1957 kreeg het de status van stad.

## Economie
Belangrijke economische sectoren in de stad zijn de productie van bouwmaterialen en de chemieindustrie. Daarnaast bevinden zich er fabrieken waar kleren en meubels worden gefabriceerd.
| 1926  | 1939   | 1959   | 1970   | 1979    | 1989    | 1996    | 2002    |
| ----- | ------ | ------ | ------ | ------- | ------- | ------- | ------- |
| 3.000 | 12.500 | 20.300 | 67.400 | 101.400 | 125.149 | 128.700 | 134.844 |

Aprelevka · Balasjicha · Bronnitsy · Chimki · Chotkovo · Dedovsk · Dmitrov · Doebna · Dolgoproedny · Domodedovo · Drezna · Dzerzjinski · Elektrogorsk · Elektro-oegli · Elektrostal · Frjazino · Golitsyno · Istra · Ivantejevka · Jachroma · Jegorjevsk · Joebilejny · Kasjira · Klimovsk · Klin · Koebinka · Koerovskoje · Kolomna · Koroljov · Kotelniki · Krasnoarmejsk · Krasnogorsk · Krasnozavodsk · Krasnoznamensk · Likino-Doeljovo · Ljoebertsy · Lobnja · Loechovitsy · Losino-Petrovski · Lytkarino · Moskovski · Mytisjtsji · Naro-Fominsk · Noginsk · Odintsovo · Orechovo-Zoejevo · Ozjerelje · Ozjory · Pavlovski Posad · Peresvet · Podolsk · Poesjkino · Poesjtsjino · Protvino · Ramenskoje · Reoetov · Roeza · Rosjal · Sergiev Posad · Serpoechov · Sjatoera · Sjtsjerbinka · Sjtsjolkovo · Solnetsjnogorsk · Staraje Koepavna · Stoepino · Taldom · Troitsk · Tsjechov · Tsjernogolovka · Vereja · Vidnoje · Volokolamsk · Voskresensk · Vysokovsk · Zarajsk · Zjeleznodorozjny · Zjoekovski · Zvenigorod